# Sascha Riether
Sascha Riether (Lahr, Alemania Federal, 23 de marzo de 1983) es un exfutbolista alemán, polifuncional que se desempeñaba tanto en la defensa como en el centro del campo. Se retiró en 2019 tras militar sus últimas temporadas en el Schalke 04.

## Selección nacional
Fue internacional con la selección de fútbol de Alemania, con la que jugó 2 partidos internacionales.

## Clubes
| Club                 | País       | Año       |
| -------------------- | ---------- | --------- |
| SC Freiburg          | Alemania   | 2002-2007 |
| VfL Wolfsburg        | Alemania   | 2007-2011 |
| 1. FC Colonia        | Alemania   | 2011-2013 |
| → Fulham FC (cedido) | Inglaterra | 2012-2013 |
| Fulham FC            | Inglaterra | 2013-2014 |
| SC Freiburg          | Alemania   | 2014-2015 |
| FC Schalke 04        | Alemania   | 2015-2019 |